# 鲁加汉
鲁加汉（1916年—1991年），河南省新县人，中华人民共和国政治人物、军事将领。
1930年，鲁加汉加入中国工农红军，历任红二十五军第七十三师二一八团政治处共青团委员会书记，红三十一军政治部敌工部干事，科长，部长，军供给部政治委员，军政治部总务处处长，参加长征。抗日战争时期，担任八路军129师卫生部政治委员、第三八六旅政治部敌工科科长，师政治部总务处处长。1944年，任太岳军区供给部政治协理员，军区后勤部政治部副主任。第二次国共内战期间，担任太岳军区后勤部政治部主任，参与太原战役等。中华人民共和国成立后，任川西军区政治部民运部部长，茂县军分区副政治委员、政治委员，成都军区干部部部长，军区政治部副主任。1955年，授予少将军衔，获二级八一勋章、二级独立自由勋章、二级解放勋章。1966年任军区后勤部部长。1972年任四川省军区政治委员。1976年任成都军区政治部副主任，1979年7月至1982年10月任成都军区副政治委员。